# Niederbreidenbach
Niederbreidenbach is een plaats in de Duitse gemeente Nümbrecht, deelstaat Noordrijn-Westfalen, en telt 102 inwoners (2006).